# کیهان‌شناسی سیاه‌چاله
کیهان‌شناسی سیاه‌چاله (انگلیسی: Black hole cosmology) (که کیهان‌شناسی شوارتزشیلد یا مدل کیهان‌شناسی سیاه‌چاله‌ای نیز شناخته می‌شود) یک مدل کیهانی است که در آن گیتی مشاهده‌پذیر، فضای داخلی آن سیه‌چال است. چنین مدل‌هایی در اصل توسط فیزیک‌دان نظری راج پاتریا و همزمان با او توسط ریاضی‌دان ایروینگ جان گود ارائه شد.
هر چنین مدلی مستلزم آن است که شعاع هابل جهان قابل مشاهده برابر با شعاع شوارتزشیلد آن باشد، یعنی حاصلضرب جرم آن و ثابت تناسب شوارتزشیلد. این در واقع تقریباً چنین است. با این حال، دست کم یک کیهان‌شناس این تطابق نزدیک را یک رویداد نامرتبط می‌داند.
در نسخه‌ای که در ابتدا توسط پاتریا و گود پیشنهاد شد، و اخیراً توسط دیگران از جمله نیکودم پوپلوسکی مورد مطالعه قرار گرفت، جهان قابل مشاهده، فضای داخلی سیاه‌چاله‌ای است که خود به عنوان یکی از احتمالاً بسیاری از بودنی‌های موجود درون یک جهان مادر بزرگتر یا چندجهانی وجود دارد.
بر اساس نسبیت عام، فروپاشی گرانشی یک جرم به‌اندازهٔ کافی فشرده، سیاهچاله شوارتزشیلد را تشکیل می‌دهد. با این حال، در نظریه گرانش انیشتین-کارتان- اسیاما- کیبل، یک پل منظم انیشتین-رزن یا کرم‌چاله را تشکیل می‌دهد. کرم‌چاله‌های شوارتزشیلد و سیاه‌چاله‌های شوارتزشیلد راه‌حل‌های ریاضی متفاوتی از نسبیت عام و نظریه اینشتین-کارتان هستند. با این حال، برای ناظران، نمای بیرونی هر دو محلول با جرم یکسان قابل تشخیص نیستند. نظریهٔ انیشتین-کارتان نسبیت عام را با حذف یک محدودیت از تقارن اتصال افین و در نظر گرفتن بخش ضد متقارن آن، تانسور پیچشی، به عنوان یک متغیر دینامیکی گسترش می‌دهد. پیچش به‌طور طبیعی تکانه زاویه‌ای ذاتی (اسپین) ماده کوانتومی مکانیکی را به حساب می‌آورد. حداقل جفت بین پیچش و اسپینور دیراک یک برهمکنش دافعه اسپین-اسپین ایجاد می‌کند که در ماده فرمیونی در چگالی بسیار بالا قابل توجه است. چنین برهمکنشی از تشکیل یک تکینگی گرانشی جلوگیری می‌کند. در عوض، ماده در حال فروپاشی به چگالی عظیم اما متناهی می‌رسد و بازمی‌گردد و طرف دیگر پل انیشتین-رزن را تشکیل می‌دهد که خود به عنوان یک جهان جدید رشد می‌کند. بر این اساس، مهبانگ یک پرش بزرگ غیرمنفرد بود که در آن جهان دارای یک ضریب مقیاس محدود و حداقل بود. یا، بیگ بنگ یک سفیدچاله بسیار پرجرم بود که نتیجهٔ یک سیاه‌چاله بسیار پرجرم در قلب یک کهکشان درون «جهان مادر» ما بود.